# Iyari Limon
Iyari Pérez Limón (geboren op 8 juli 1976 te Guadalajara) is een Mexicaans-Amerikaanse actrice, vooral bekend van haar bijrol als de uitgesproken Potentiële Slayer Kennedy in de televisieserie Buffy the Vampire Slayer.

## Filmografie
- King Cobra (1999)
- The Egg Plant Lady (2000)
- Death by Engagement (2005)
- Maquillaje (2007)
- Turok: Son of Stone (2008); stemrol

### Televisie
*Exclusief eenmalige optredens
- On the Line (1997); televisiefilm
- Here's Humphrey (1999-2001)
- Undressed (2000)
- Double Teamed (2002); televisiefilm
- Buffy the Vampire Slayer (2002-2003)
- The Brothers García (2002-2003)